# 王啓棠
王啓棠（1589年—1620年），字子韡，别號韡庵，湖廣荆州府石首縣民籍。

## 生平
萬曆四十四年（1616年）丙辰科進士，历贵池、歙县知县，以病告归卒，著有《韡庵遗稿》。

## 家族
曾祖王䋊，户科都给事中。祖王乔蒙，贡生。父王冲。